# Universitat de Puerto Rico
La Universitat de Puerto Rico (UPR) és el principal sistema d'universitats públiques de Puerto Rico, propietat del govern. Disposa de 11 campus i compta amb 58.000 estudiants i 5.300 professors.
Fundada el 12 de març de 1903, es va establir a Fajardo l'Escola Normal Insular amb el propòsit de preparar i formar mestres pel sistema d'instrucció pública que es va crear per llei al produir-se el canvi de sobirania d'Espanya als Estats Units. A l'any següent, l'Escola Normal Insular es va traslladar a Rio Piedras per iniciativa del Dr. Martín G. Brumbaugh, primer Comissionat d'Instrucció Pública. En crear-se la Universitat de Puerto Rico, l'Escola Normal Insular es va convertir en el Departament de Normal
El 1908 es va estendre la Llei Morrill-Nelson a Puerto Rico el que va convertir a la UPR en un Land Grant College que atorgaba terrenys federals per establir escoles d'agricultura, ciència i enginyeria. Al cap de tres anys, el 1911, es va establir el Col·legi d'Agricultura a Mayagüez al qual se li va canviar el nom a Col·legi d'Agricultura i Arts Mecàniques.
Actualment, la UPR té onze recintes a l'Illa:
- Universitat de Puerto Rico, Campus de Ciències Mediques, San Juan
- Universitat de Puerto Rico a Aguadilla
- Universitat de Puerto Rico a Arecibo
- Universitat de Puerto Rico a Bayamón
- Universitat de Puerto Rico a Carolina
- Universitat de Puerto Rico a Cayey
- Universitat de Puerto Rico a Humacao
- Universitat de Puerto Rico a Mayagüez
- Universitat de Puerto Rico a Ponce
- Universitat de Puerto Rico a Río Piedras, San Juan
- Universitat de Puerto Rico a Utuado